# Солюга
Солюга — опустевший лесной поселок в Няндомском районе Архангельской области.

## География
Находится в юго-западной части Архангельской области на расстоянии приблизительно 17 км на юго-восток по прямой от административного центра района города Няндома.

## История
Появился в начале 1930-х годов. В 1940 году сюда привезли также и польских ссыльных. До поселка доходила узкоколейная ветка от станции Бурачиха (Мошинская железная дорога). Ныне поселок закрыт.

## Население
Численность населения не была учтена как в 2002 году, так и в 2010.